# Franse Vaart

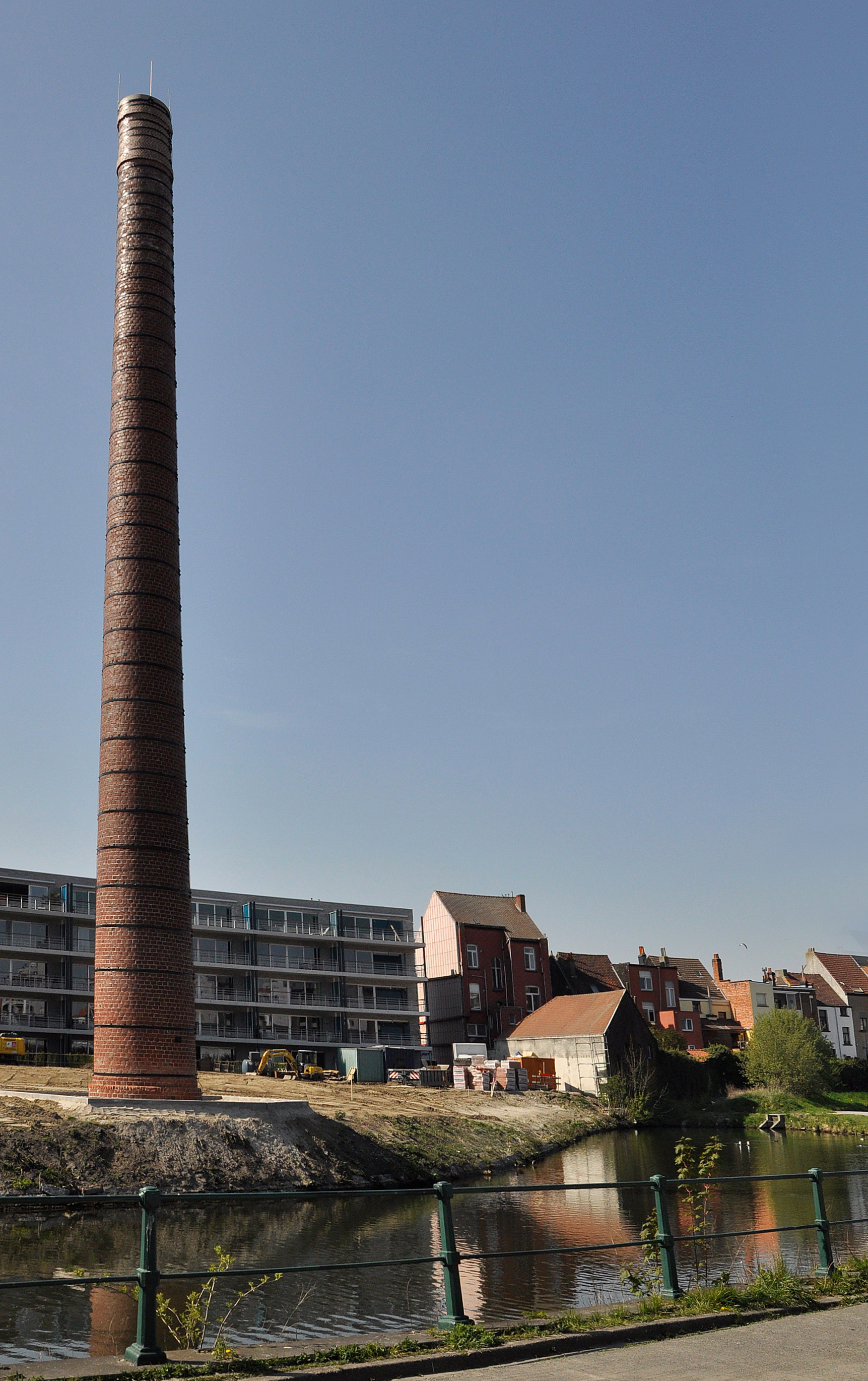
De Franse Vaart aan de Edward Pynaertkaai te Ledeberg

De Franse Vaart is een van de drie coupures die in Gent gegraven werden in de 18de eeuw. De bekendste van de drie heet nog steeds Coupure, de andere is de Visserijvaart. Op de kaart van Ignace Balthasar Malfeson uit 1755 worden de drie waterlopen met de term coupure aangegeven.
De Franse Vaart werd in 1752 afgewerkt en tussen 1772 en 1776 verbreed en uitgediept, om sneller water van de Schelde af te voeren aan de zuidelijke rand van Gent. De vaart is ongeveer een kilometer lang en takt naar rechts af onder de brug van de Dierentuinlaan. Vandaar loopt ze net ten zuiden van de Schelde vanaf de wijk het Strop om ter hoogte van de Vlaamsekaai opnieuw in de Schelde uit te monden. Ze loopt voor het grootste deel door Ledeberg en vormt voor een stuk de noordelijke grens van Gentbrugge.
De Franse Vaart kreeg haar naam via de werfleider Ignace Balthazar Malfeson, die in Franse dienst was. De straat op de oostelijke kade heeft dezelfde naam in een andere spelling: Fransevaart.

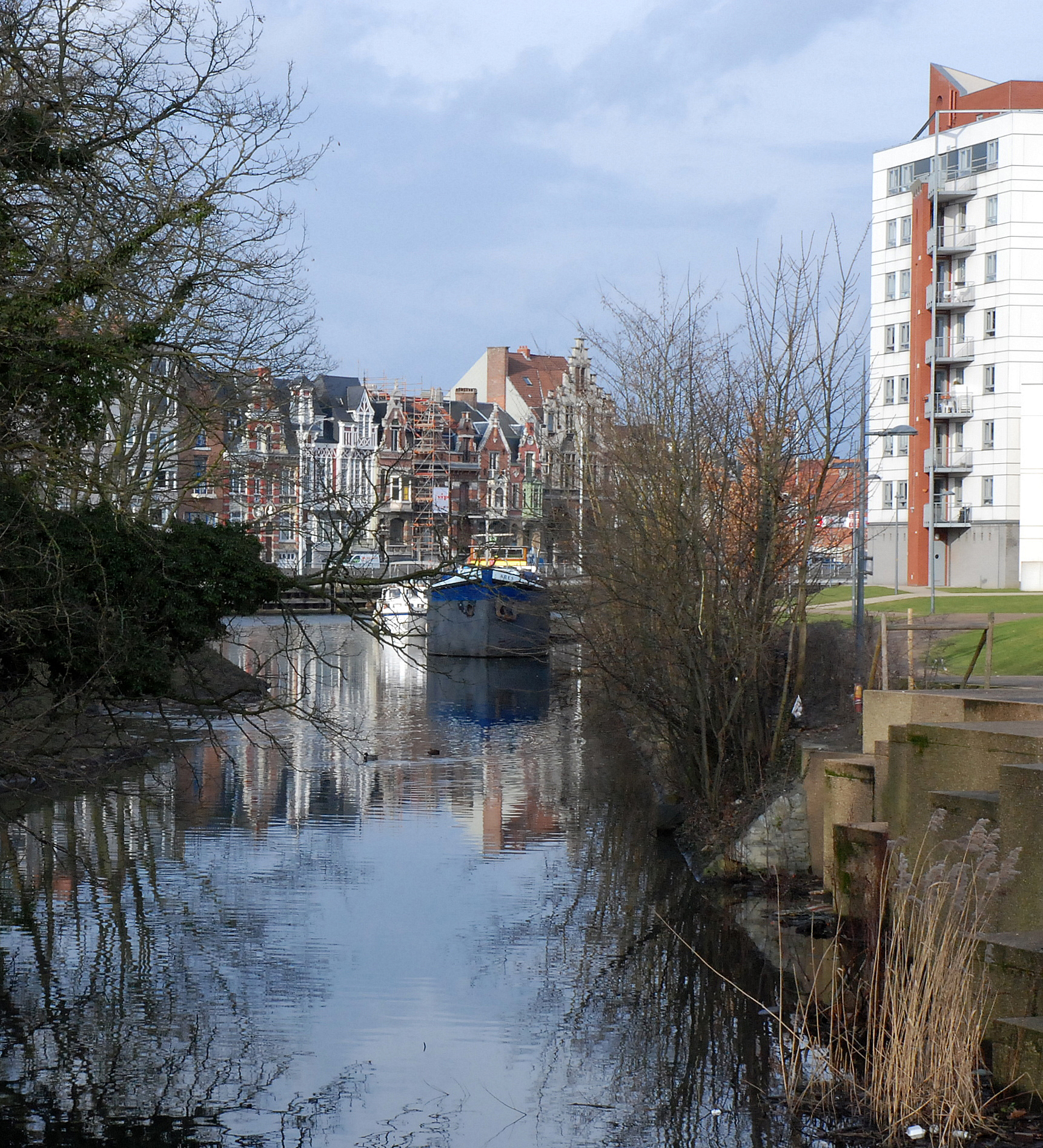
De Franse Vaart met rechts Gentbrugge (Irène Van der Brachtstraat)